# 大型轨道天文台计划

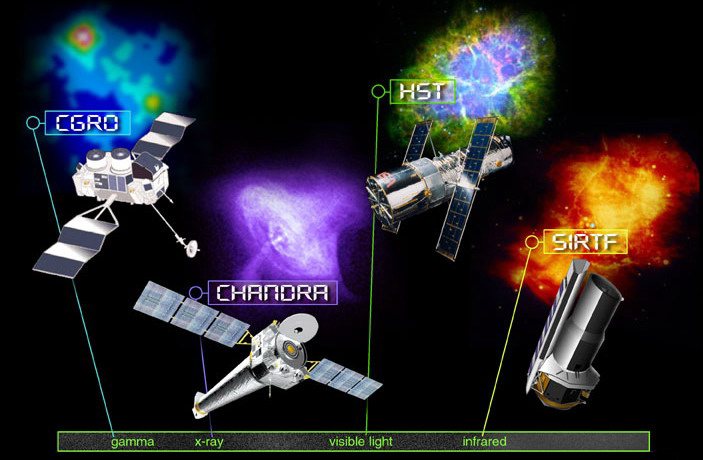
四个大型轨道天文台

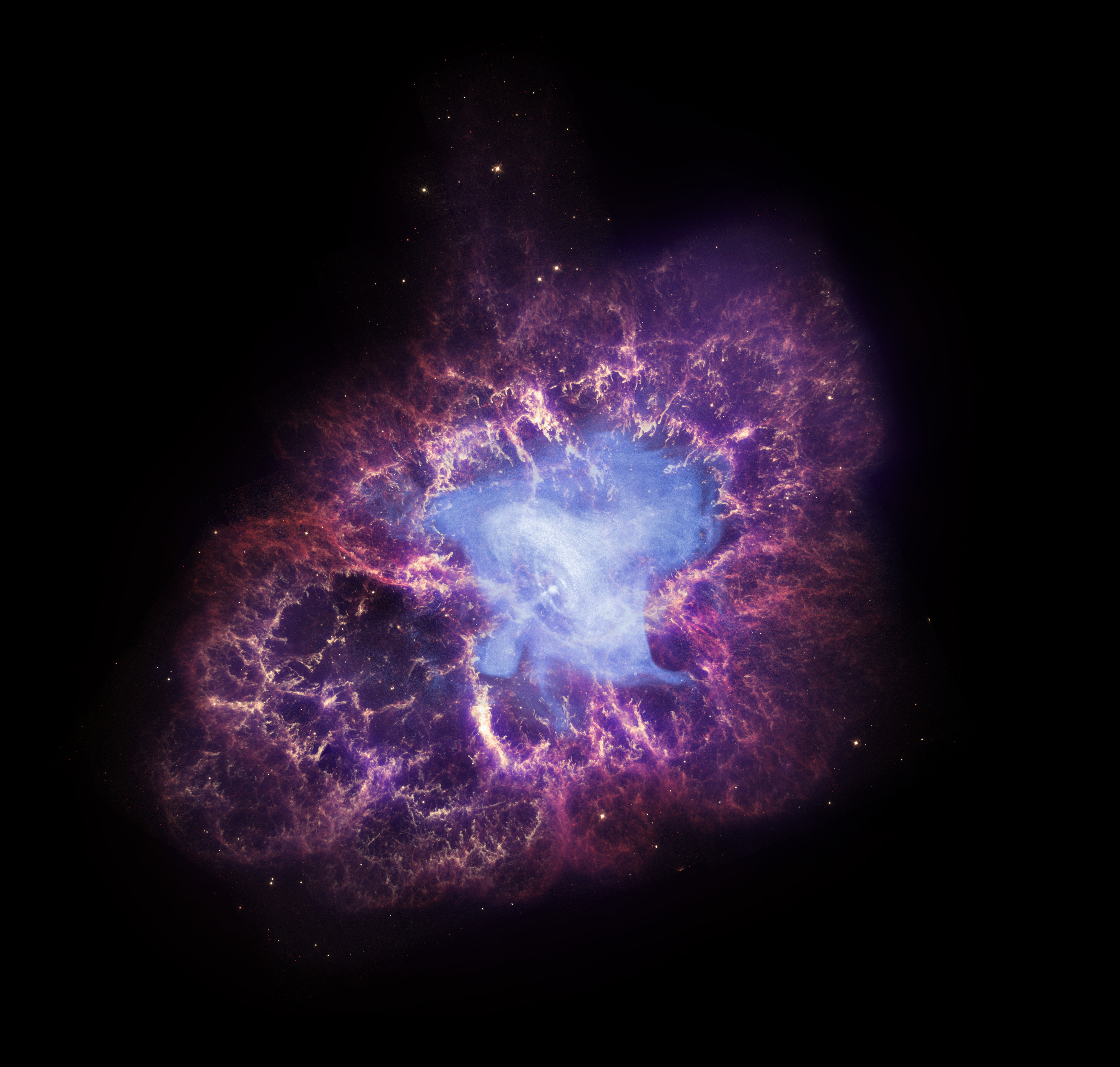
蟹状星云（2009年）是由钱德拉X射线天文台，哈勃空间望远镜，和斯皮策空间望远镜的复合图像。

大型轨道天文台计划（Great Observatories）是美国宇航局研制的4颗大型空间望远镜，分别是哈勃空间望远镜、康普顿伽玛射线天文台、钱德拉X射线天文台和斯皮策空间望远镜。它们分别工作在不同的波段，每台望远镜都为各自的领域做出了重要的贡献。
- 哈勃空间望远镜，缩写为，原名空间望远镜（ST），以美国天文学家埃德温·哈勃的名字命名，于1990年4月24日由发现号航天飞机发射升空，工作在可见光和近紫外波段，1997年维修之后具备了近红外观测能力。

- 康普顿伽玛射线天文台，缩写为，原名伽玛射线天文台（GRO），1991年4月5日由亚特兰蒂斯号航天飞机搭载升空，工作在伽玛射线波段，也能扩展到硬X射线波段。因陀螺仪损坏，2000年6月4日在人工引导下毁入太平洋。

- 錢德拉X射线天文台，缩写为，原名先进X射线天文设备（AXAF），1999年7月23日由哥伦比亚号航天飞机搭载升空，工作在软X射线波段。

- 斯皮策空间望远镜，缩写为，原名空间红外望远镜设备（SIRTF），2003年8月25日由德尔塔Ⅱ型火箭发射升空，工作在红外波段。

大型轨道天文台计划的初衷是将不同电磁波段的天文学研究各自推进一个时代。由于红外线、X射线和伽玛射线不能穿透地球大气层，因此只能通过空间天文观测获得信息。康普顿伽玛射线天文台和钱德拉X射线望远镜都在口径或者分辨率上比前一代天文卫星提高了一个数量级，斯皮策空间望远镜虽不比之前的空间红外望远镜（ISO）口径大很多，但是得益于红外探测设备的快速发展，性能上有了很大的提高。哈勃空间望远镜也充分利用了处于大气层以外、不受气辉干扰的优势，能够拍摄到比地面大型光学望远镜所能观测到的更暗弱的天体。

## 参阅
- 赫雪爾太空望遠鏡
- 空间望远镜列表